# 9 de setembro
9 de setembro é o 252.º dia do ano no calendário gregoriano (253.º em anos bissextos). Faltam 113 dias para acabar o ano.

## Eventos históricos

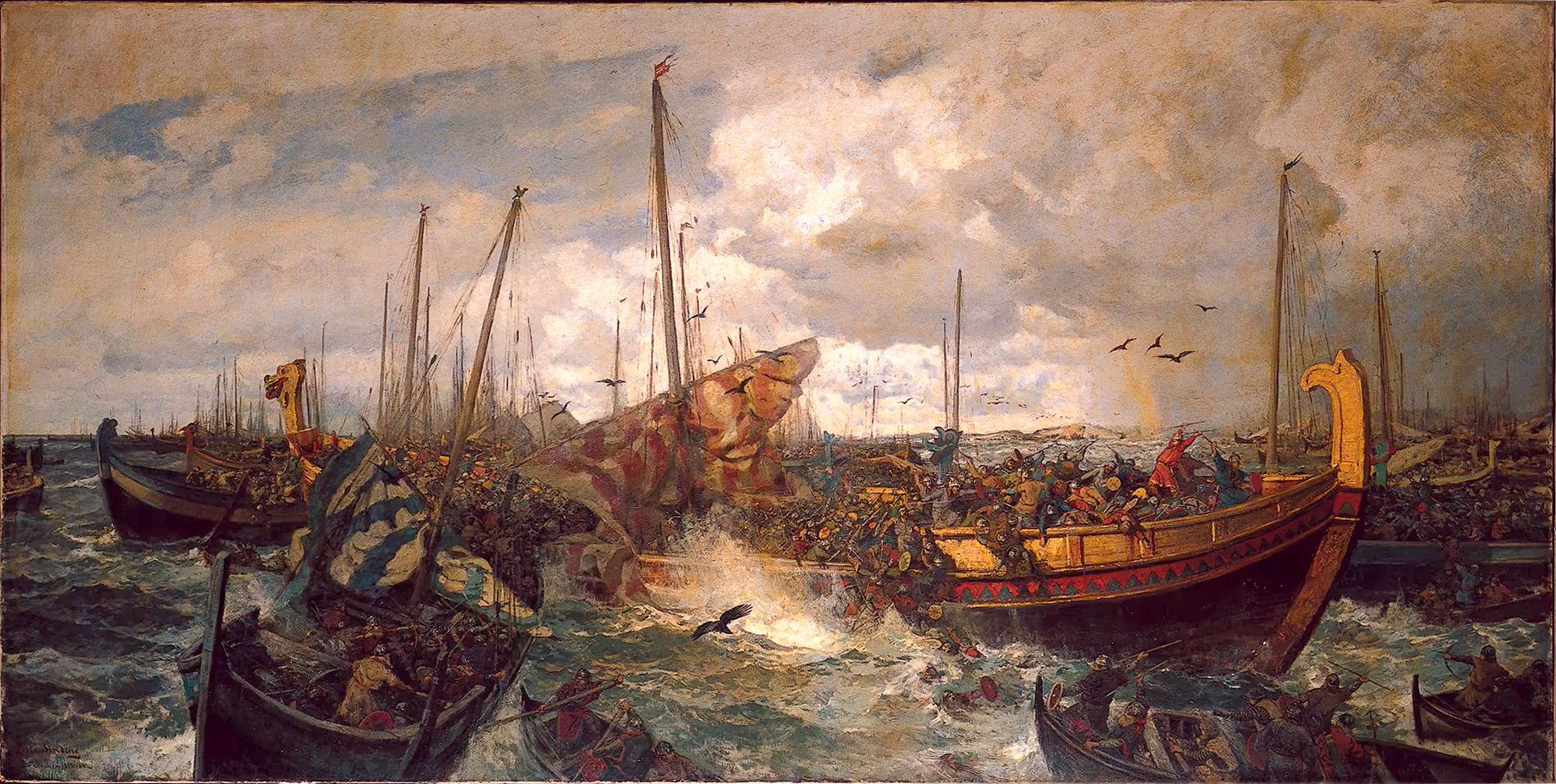
1000: Batalha de Svolder

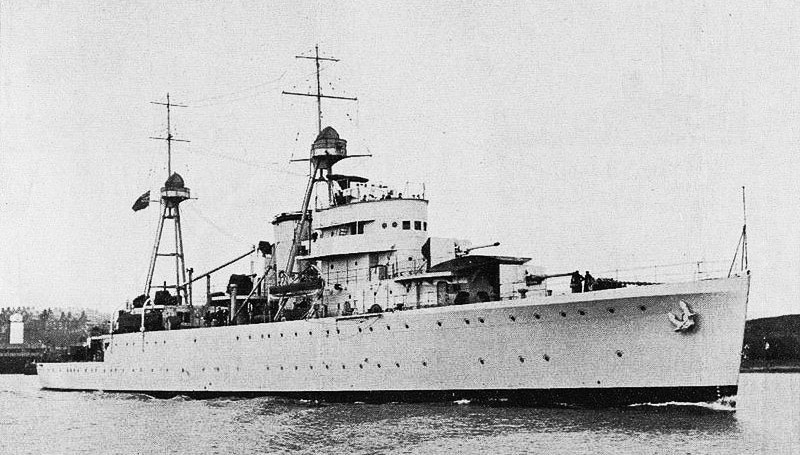
1936: A fragata da Marinha Portuguesa NRP Afonso de Albuquerque

- 0009 — Batalha da Floresta de Teutoburgo: uma aliança de tribos germânicas, chefiada por Armínio, dizima três legiões romanas (data exata desconhecida).
- 0337 — Constantino II, Constâncio II e Constante I sucedem seu pai Constantino como coimperadores. O Império Romano é dividido entre os três Augustos.
- 1000 — Batalha de Svolder no Mar Báltico entre a Noruega e os demais países escandinavos.
- 1320 — Na Batalha de São Jorge, os bizantinos comandados por Andrônico Asen emboscam e derrotam as forças do Principado da Acaia, assegurando a posse da Arcádia.
- 1493
  - Batalha do Campo de Krbava, uma derrota decisiva dos croatas na luta contra a invasão do Império Otomano.
  - Cristóvão Colombo, com 17 navios e 1 200 homens, parte em segunda viagem a partir de Cádiz.
- 1499 — Os cidadãos de Lisboa celebram o regresso triunfal do explorador Vasco da Gama, completando a sua viagem de dois anos contornando o Cabo da Boa Esperança até à Índia.
- 1513 — Jaime IV da Escócia é derrotado e morre na Batalha de Flodden Field, encerrando o envolvimento da Escócia na Guerra da Liga de Cambrai.
- 1543 — Mary Stuart, aos nove meses de idade, é oficialmente coroada Rainha da Escócia na cidade de Stirling.
- 1561 — O Colóquio de Poissy, embora mal sucedido, foi parte de um esforço para reconciliar os católicos e protestantes franceses.
- 1588 — Thomas Cavendish em seu navio Desire entra em Plymouth e completa a primeira viagem de circunavegação deliberadamente planejada.
- 1776 — O Congresso Continental nomeia oficialmente sua união de estados os Estados Unidos.
- 1791 — Washington, D.C., capital dos Estados Unidos, recebe o nome do presidente George Washington.
- 1839 — John Herschel tira a primeira fotografia de placa de vidro.
- 1845 — Possível início da Grande Fome da Irlanda.[1]
- 1850
  - A Califórnia é admitida como o trigésimo primeiro estado dos EUA.
  - O Compromisso de 1850 transfere um terço do território reivindicado pelo Texas para o controle federal em troca de o governo federal dos EUA assumir US$ 10 milhões da dívida pré-anexação do Texas.
- 1855 — Guerra da Crimeia: o Cerco de Sebastopol chega ao fim quando as forças russas abandonam a cidade.
- 1863 — Guerra Civil Americana: O Exército da União entra em Chattanooga, Tennessee.
- 1886 — Convenção de Berna, na Suíça, que trata da proteção das obras literárias e artísticas.
- 1888 — A armada do Chile toma posse da Ilha de Páscoa.
- 1892 — Amalteia, terceira lua de Júpiter é descoberta por Edward Barnard.
- 1918 — A epidemia de gripe espanhola chega ao Brasil através do navio inglês Demerara.
- 1922 — Reconquista de Esmirna aos gregos pelas forças nacionalistas turcas, um acontecimento que marca o fim da Guerra Greco-Turca de 1919-1922.
- 1923 — Mustafa Kemal Atatürk, o fundador da República da Turquia, funda o Partido Republicano do Povo.
- 1936 — As tripulações da fragata da Marinha Portuguesa NRP Afonso de Albuquerque e do destróier Dão se amotinam contra o apoio da ditadura de Salazar ao golpe do General Franco e declaram sua solidariedade com a República Espanhola.
- 1940 — George Stibitz é o pioneiro na primeira operação remota de um computador.
- 1943 — Segunda Guerra Mundial: Os Aliados desembarcam em Salerno e Taranto, Itália.
- 1944 — Segunda Guerra Mundial: a Frente Patriótica toma o poder na Bulgária através de um golpe militar na capital e rebelião armada no país. Um novo governo pró-soviético é estabelecido.
- 1945 — Segunda Guerra Sino-Japonesa: o Império do Japão se rende formalmente à China.
- 1947 — Encontrado o primeiro caso de um bug de computador: uma mariposa se aloja em um relé de um computador Harvard Mark II na Universidade de Harvard.
- 1948 — Kim Il-sung declara a fundação da República Popular Democrática da Coreia (Coreia do Norte).
- 1954 — O terremoto Chlef de 6,7Mw sacode o norte da Argélia com intensidade máxima de Mercalli de XI. Pelo menos 1 243 pessoas morreram e 5 000 ficaram feridas.[2]
- 1971 — Tem início os quatro dias da rebelião na prisão de Attica, resultando em 39 mortos, a maioria mortos por tropas estaduais retomando a prisão.
- 1972 — No Parque Nacional de Mammoth Cave no Kentucky, uma equipe de exploração e mapeamento da Cave Research Foundation descobre uma ligação entre os sistemas de cavernas Mammoth e Flint Ridge, tornando-a a mais longa passagem de cavernas conhecidas no mundo.
- 1991 — Tajiquistão declara independência da União Soviética.
- 1993 — Processo de paz israelo-palestiniano: A Organização para a Libertação da Palestina reconhece oficialmente Israel como um estado legítimo.
- 2001 — Ahmad Shah Massoud, líder da Aliança do Norte, é assassinado no Afeganistão por dois assassinos da al-Qaeda que afirmavam ser jornalistas árabes querendo uma entrevista.
- 2009 — O metrô de Dubai, a primeira rede de trens urbanos da península Arábica, é inaugurado com cerimônia.
- 2012 — A Organização Indiana de Pesquisa Espacial coloca em órbita seu mais pesado satélite estrangeiro, em uma sequência de 21 lançamentos consecutivos de sucesso do PSLV.
- 2015 — Elizabeth II tornou-se a monarca reinante mais longa do Reino Unido.
- 2016 — Coreia do Norte realiza seu quinto e supostamente o maior teste nuclear até à data. Líderes mundiais condenam o ato, com a Coreia do Sul chamando-o de "imprudência maníaca".

## Nascimentos

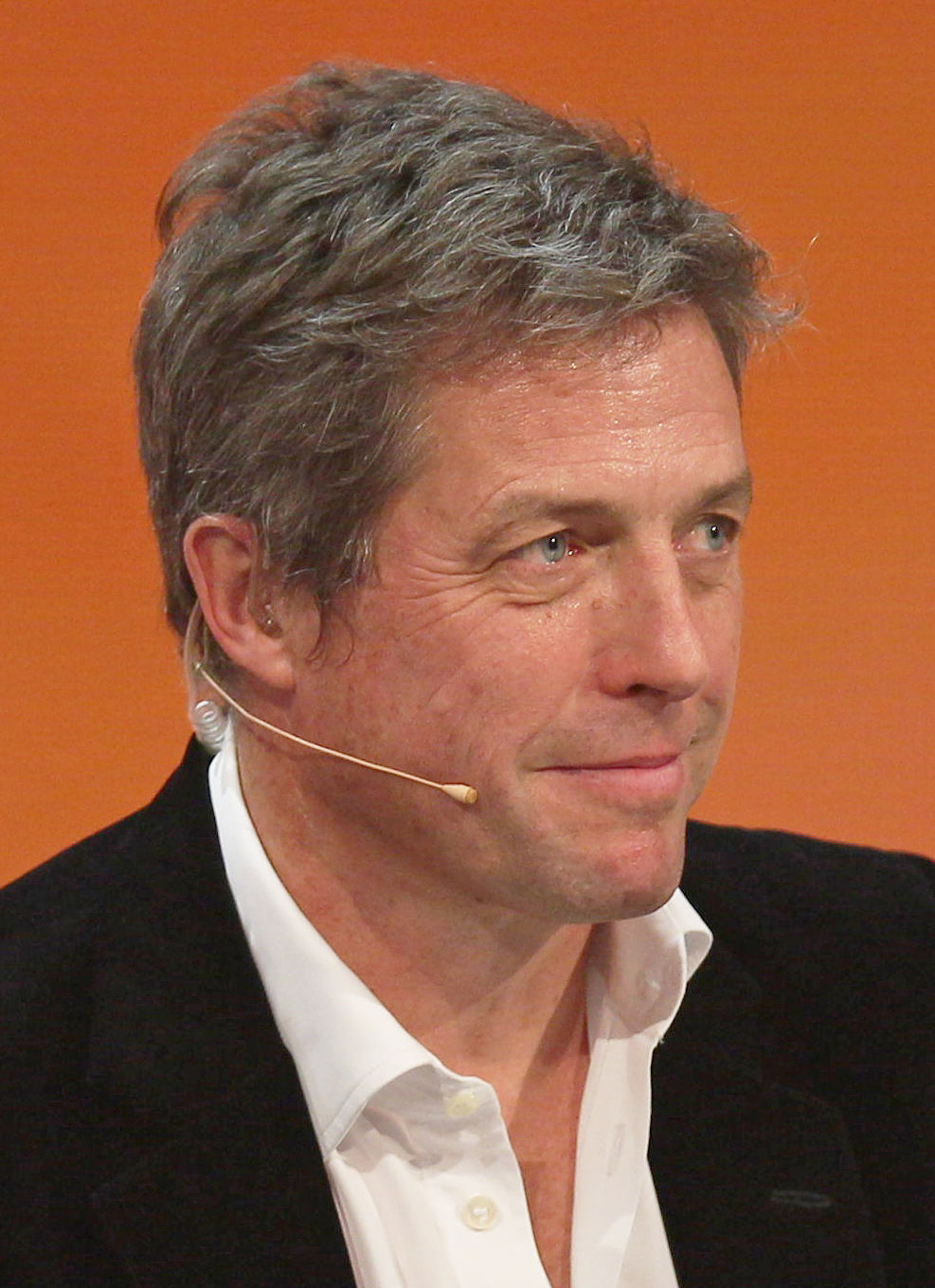
Hugh Grant

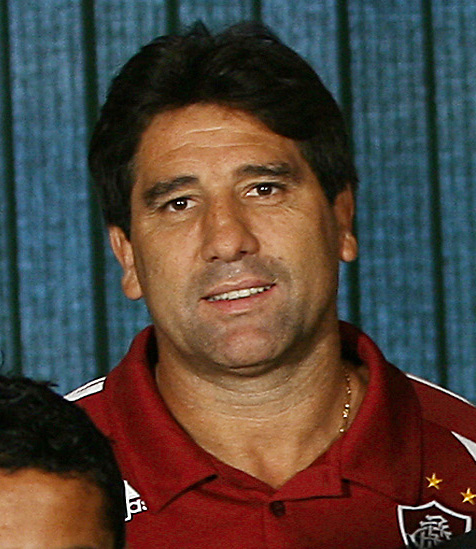
Renato Gaúcho

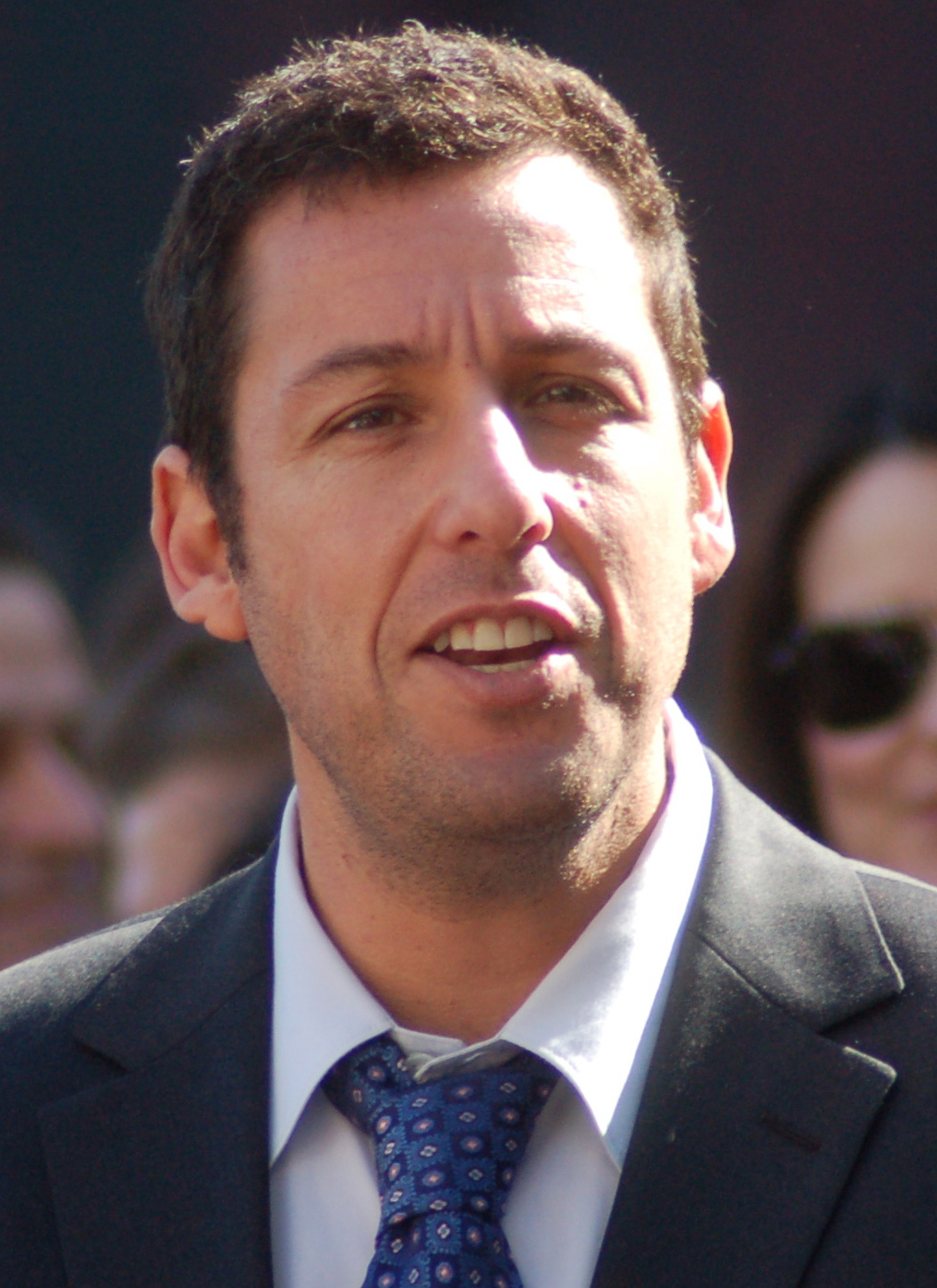
Adam Sandler

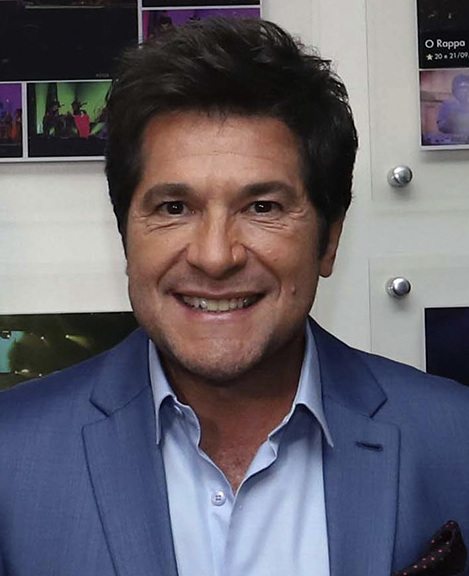
Daniel

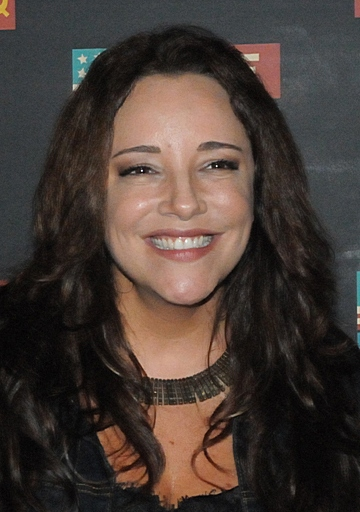
Ana Carolina

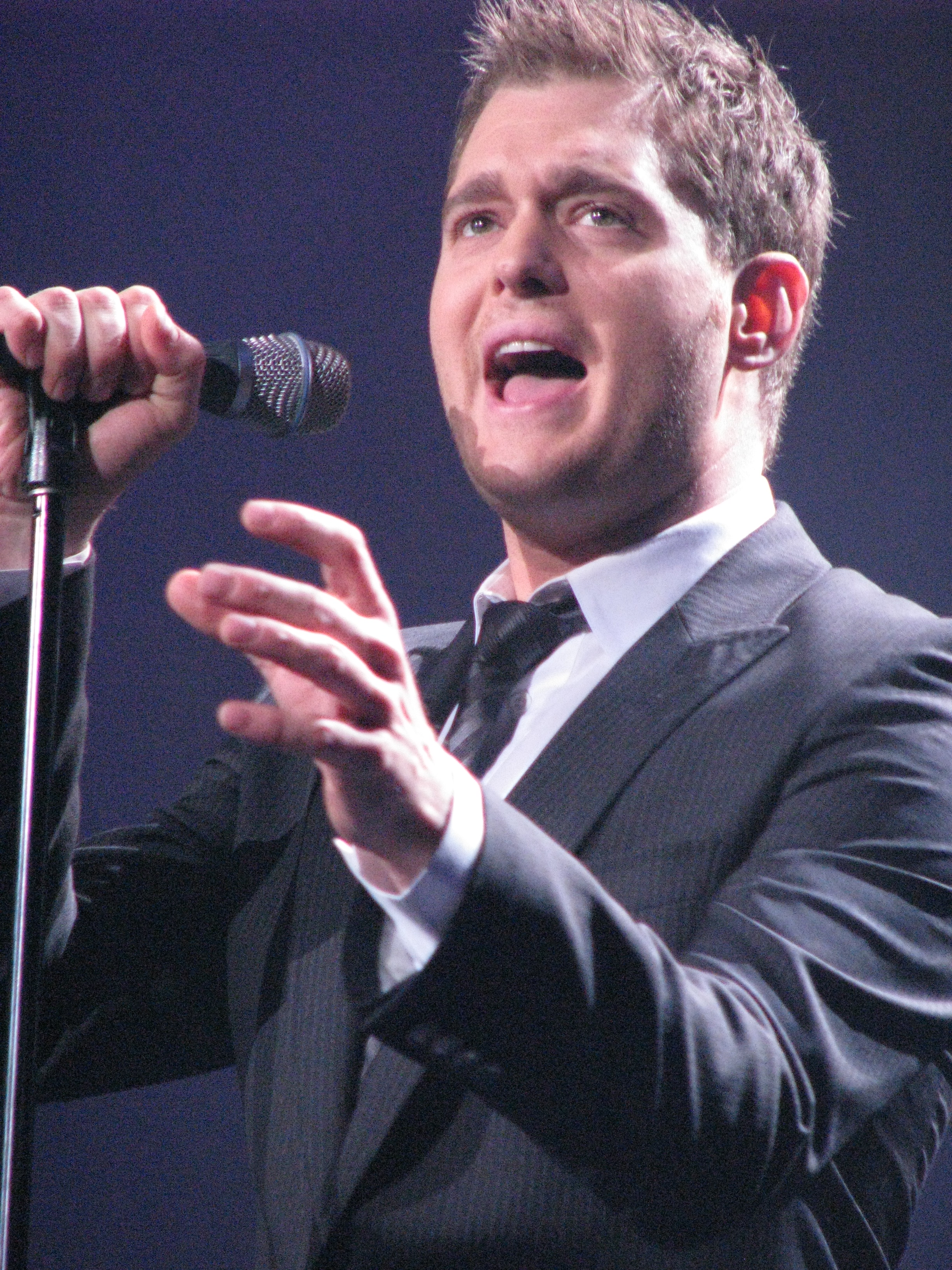
Michael Bublé

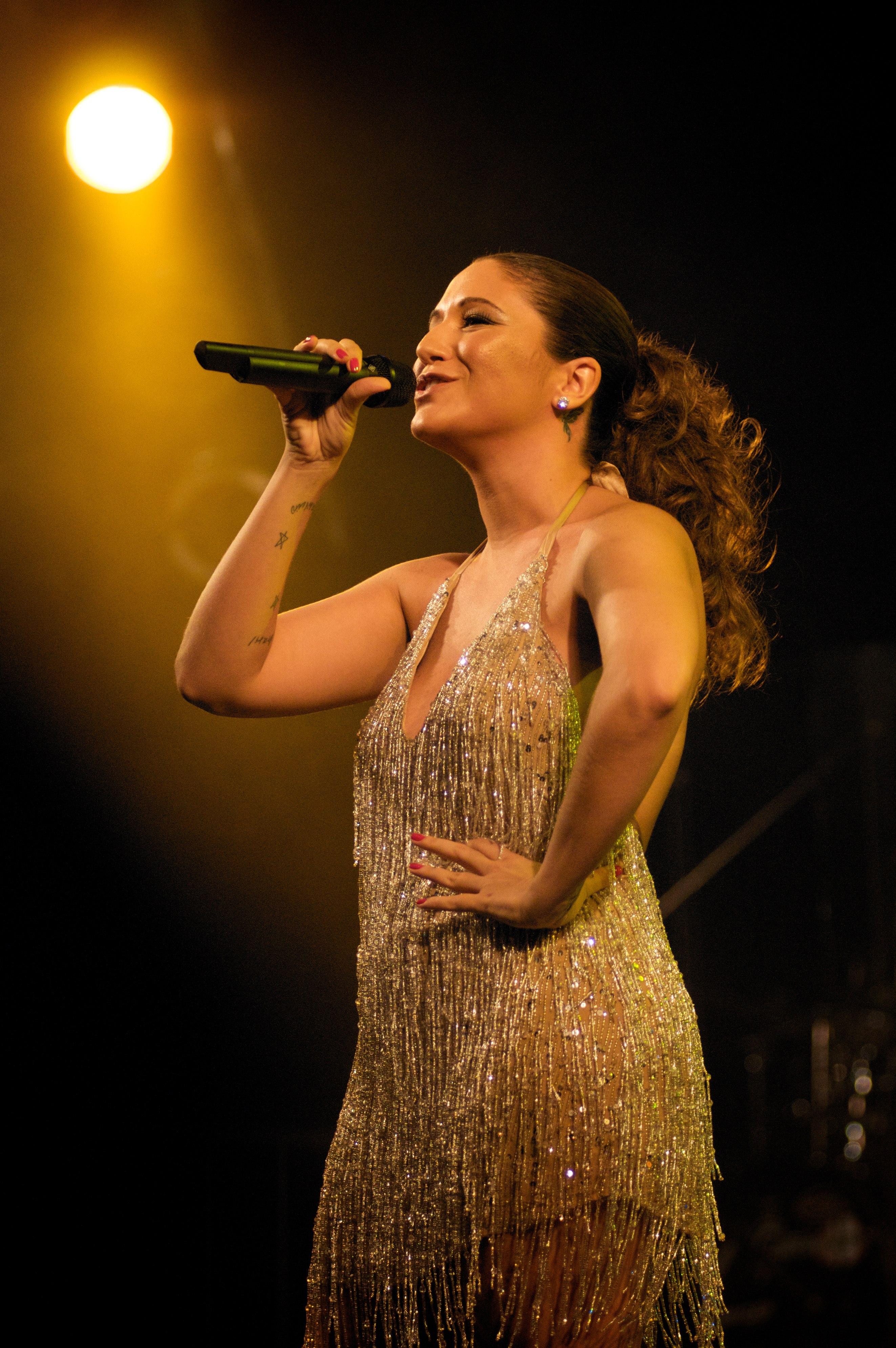
Maria Rita

### Anterior ao século XIX
- 0214 — Aureliano, imperador romano (m. 275).
- 0384 — Honório, imperador romano (m. 423).
- 1398 — Maria de Harcourt, condessa de Aumale (m. 1476).
- 1558 — Filipe Emanuel de Lorena, duque de Mercœur (m. 1602).
- 1585 — Cardeal de Richelieu, duque e político francês (m. 1642).
- 1700 — Ana Sofia de Schwarzburg-Rudolstadt, duquesa de Saxe-Coburgo-Saalfeld (m. 1780).
- 1737 — Luigi Galvani, médico italiano (m. 1798).
- 1754 — William Bligh, oficial e administrador colonial britânico (m. 1817).

### Século XIX
- 1806 — José Joaquim da Veiga Vale, escultor brasileiro (m. 1874).
- 1822 — Napoleão José Bonaparte, príncipe e militar francês (m. 1891).
- 1823 — Joseph Leidy, paleontólogo estadunidense (m. 1891).
- 1824 — Abílio César Borges, médico e educador brasileiro (m. 1891).
- 1828 — Liev Tolstói, escritor russo (m. 1910).
- 1841 — Paul Eyschen, político, advogado e diplomata luxemburguês (m. 1915).
- 1842 — Elliott Coues, cirurgião militar estadunidense (m. 1899).
- 1843 — Oscar Montelius, arqueólogo sueco (m. 1921).
- 1844 — Louis Rossel, militar e político francês (m. 1871);
- 1850 — Leopoldo Miguez, compositor e músico brasileiro (m. 1902).
- 1852 — John Henry Poynting, físico britânico (m. 1914).
- 1855 — Houston Stewart Chamberlain, escritor britânico (m. 1927).
- 1860 — Frank Morley, matemático britânico (m. 1937).
- 1871 — Ralph Hodgson, poeta britânico (m. 1962).
- 1873
  - Max Reinhardt, produtor e diretor de teatro austríaco (m. 1943).
  - José Plácido de Castro, político e militar brasileiro (m. 1908).
  - Marcel Boulenger, esgrimista francês (m. 1932).
- 1878 — Sergio Osmeña, político filipino (m. 1961).
- 1883 — Omer Beaugendre, ciclista francês (m. 1954).
- 1884 — Fernando de Orleães (m. 1924).
- 1885 — Paul Henckels, ator alemão (m. 1967).
- 1887
  - Sérgio Loreto, magistrado e político brasileiro (m. 1937).
  - António Maria de Sousa Sardinha, poeta e político português (m. 1925).
  - Alf Landon, político norte-americano (m. 1987).
- 1890
  - Coronel Sanders, empresário norte-americano (m. 1980).
  - Kurt Lewin, psicólogo alemão (m. 1947).
- 1892 — Anastásia Mikhailovna de Torby, aristocrata britânica (m. 1977).
- 1893 — Georges Detreille, ciclista francês (m. 1957).
- 1894 — Arthur Freed, compositor e produtor cinematográfico norte-americano (m. 1973).
- 1896 — Alexei Antónov, militar bielorrusso (m. 1962).
- 1900
  - James Hilton, escritor e roteirista britânico (m. 1954).
  - Pauline Garon, atriz canadense (m. 1965).

### Século XX

#### 1901–1950
- 1901 — Agostinho Fortes Filho, futebolista brasileiro (m. 1966).
- 1903 — Phyllis A. Whitney, escritora norte-americana (m. 2008).
- 1906 — Harry Larva, atleta finlandês (m. 1980).
- 1908 — John Heaton, piloto de skeleton e bobsleigh norte-americano (m. 1976).
- 1909 — Foguinho, futebolista brasileiro (m. 1996).
- 1911
  - John Gorton, político australiano (m. 2002).
  - Richard Baer, militar alemão (m. 1963).
- 1916 — Alejo Russell, tenista argentino (m. 1977).
- 1917 — Frank Robbins, desenhista norte-americano (m. 1994).
- 1918 — Oscar Luigi Scalfaro, político italiano (m. 2012).
- 1919 — Gottfried Dienst, árbitro de futebol suíço (m. 1998).
- 1922
  - Hans Georg Dehmelt, físico alemão (m. 2017).
  - Warwick Kerr, geneticista, engenheiro agrônomo, entomólogo, pesquisador e professor universitário brasileiro (m. 2018).
- 1923
  - Cliff Robertson, ator estadunidense (m. 2011).
  - Daniel Carleton Gajdusek, médico virologista e antropólogo americano (m. 2008).
- 1924
  - Jane Greer, atriz norte-americana (m. 2001).
  - Rik Van Steenbergen, ciclista belga (m. 2003).
  - Sylvia Miles, atriz norte-americana (m. 2019).
  - Russel M. Nelson, líder religioso.
- 1927 — Elvin Jones, músico estadunidense (m. 2004).
- 1928 — Fritz Herkenrath, futebolista alemão (m. 2016).
- 1929
  - Claude Nougaro, cantor francês (m. 2004).
  - Edmur Ribeiro, futebolista brasileiro (m. 2007).
- 1930 — Nguyễn Bá Cẩn, político vietnamita (m. 2009).
- 1931
  - Zoltán Latinovits, ator húngaro (m. 1976).
  - Margaret Tyzack, atriz britânica (m. 2011).
- 1933 — Maigonis Valdmanis, jogador e treinador de basquete letão (m. 1999).
- 1934
  - Nicholas Liverpool, político dominiquense (m. 2015).
  - Waldo Machado, futebolista brasileiro (m. 2019).
- 1935
  - Nadim Sawalha, ator jordaniano.
  - Topol, ator israelense (m. 2023).
- 1936 — Roni Rios, veterinário e humorista brasileiro (m. 2001).
- 1937 — Beto Carrero, empresário e empreendedor brasileiro (m. 2008).
- 1939 — John Van Antwerp Fine Jr., historiador norte-americano.
- 1941
  - Dennis Ritchie, cientista da computação estadunidense (m. 2011).
  - Otis Redding, cantor norte-americano de soul (m. 1967).
  - Pedro Ercílio Simon, arcebispo brasileiro (m. 2020).
- 1942 — Raul Durão, apresentador e jornalista português (m. 2007).
- 1943 — Art LaFleur, ator norte-americano (m. 2021).
- 1946 — Gordon Plotkin, cientista da computação britânico.
- 1947 — Harthorne Wingo, jogador de basquete norte-americano (m. 2021).
- 1948
  - Eduardo Azeredo, político brasileiro.
  - Pamela Des Barres, escritora norte-americana.
- 1949
  - John Curry, patinador artístico britânico (m. 1994).
  - Susilo Bambang Yudhoyono, político e militar indonésio.

#### 1951–2000
- 1951 — Ramón Puerta, político argentino.
- 1952
  - Angela Cartwright, atriz britânica.
  - Gervais Banshimiyubusa, arcebispo burundinês.
  - David A. Stewart, músico britânico.
  - José María de la Torre Martín, bispo mexicano (m. 2020).
- 1954
  - Álvaro José, jornalista brasileiro.
  - Jeffrey Combs, ator norte-americano.
- 1956
  - Silviu Lung, ex-futebolista romeno.
  - Barbara Schüttpelz, ex-canoísta alemã.
- 1957 — Šefik Džaferović, político bósnio.
- 1959
  - Éric Serra, produtor musical e compositor francês.
  - Laurent Vial, ex-ciclista suíço.
  - Ali Bujsaim, ex-árbitro de futebol emiradense.
- 1960
  - Hugh Grant, ator e músico britânico.
  - Bonnie Aarons atriz e escritora norte-americana.
- 1962
  - Renato Gaúcho, ex-futebolista e treinador de futebol brasileiro.
  - Kaija Kärkinen, cantora e atriz finlandesa.
- 1963 — Roberto Donadoni, ex-futebolista e treinador de futebol italiano.
- 1964
  - Aílton Graça, ator brasileiro.
  - Marco Rossi, ex-futebolista e treinador de futebol italiano.
- 1965
  - Erick Lonnis, ex-futebolista costarriquenho.
  - Constance Marie, atriz norte-americana.
  - Charles Esten, ator norte-americano.
  - Jean-Louis Harel, ex-ciclista francês.
- 1966
  - Adam Sandler, ator estadunidense.
  - Neto, ex-futebolista, apresentador e comentarista esportivo brasileiro.
  - Licurgo Spinola, ator brasileiro.
- 1967 — Akshay Kumar, ator indiano.
- 1968
  - Daniel, cantor brasileiro.
  - Jocelyn Seagrave, atriz tailandesa.
  - Donald Johnson, ex-tenista norte-americano.
  - Shahbaz Bhatti, político paquistanês (m. 2011).
- 1969 — Rachel Hunter, apresentadora de televisão e ex-modelo neozelandesa.
- 1970 — Natalia Streignard, atriz venezuelana.
- 1971
  - Henry Thomas, ator norte-americano.
  - Mikel Lasa, ex-futebolista espanhol.
  - Eric Stonestreet, ator norte-americano.
- 1972 — Goran Višnjić, ator croata.
- 1973
  - Max Viana, cantor, compositor e guitarrista brasileiro.
  - Aitor Osa, ex-ciclista espanhol.
  - Jérôme Golmard, tenista francês (m. 2017).
- 1974
  - Ana Carolina, cantora e compositora brasileira.
  - Vikram Batra, militar indiano (m. 1999).
  - Divine Brown, cantora e atriz canadense.
- 1975
  - Andrey Solomatin, ex-futebolista russo.
  - Dorota Siudek, ex-patinadora artística polonesa.
  - Michael Bublé, ator e cantor canadense.
- 1976
  - Aki Riihilahti, ex-futebolista finlandês.
  - Lúcia Moniz, atriz e cantora portuguesa.
  - Emma de Caunes, atriz francesa.
  - José Loayza, ex-futebolista boliviano.
- 1977
  - Cristina Ferreira, apresentadora de televisão e atriz portuguesa.
  - Gina Gogean, ex-ginasta romena.
  - Maria Rita, cantora brasileira.
  - Saulo Fernandes, cantor e compositor brasileiro.
  - Soulja Slim, rapper norte-americano (m. 2003).
  - Stuart Price, produtor musical britânico.
  - Fatih Tekke, ex-futebolista turco.
  - Nuno Ribeiro, ex-ciclista português.
- 1979
  - Wênio, ex-futebolista brasileiro.
  - Pedro Moutinho, ex-futebolista português.
- 1980
  - Michelle Williams, atriz estadunidense.
  - Jani Liimatainen, guitarrista finlandês.
  - Denise Quiñones, modelo porto-riquenha.
- 1981 — Markus Fothen, ex-ciclista alemão.
- 1982
  - Wélissa Gonzaga, jogadora de vôlei brasileira.
  - Ai Otsuka, cantora japonesa.
- 1983
  - Rodrigo Souto, ex-futebolista brasileiro.
  - Zoe Kazan, atriz, escritora e roteirista norte-americana.
- 1984
  - Brad Guzan, futebolista norte-americano.
  - Felipe Pezzoni, cantor brasileiro.
  - Michalis Sifakis, futebolista grego.
- 1985
  - Martin Johnson, cantor, compositor e guitarrista norte-americano.
  - Rincon Sapiência, rapper e poeta brasileiro.
  - Sacha Kljestan, ex-futebolista norte-americano.
  - Luka Modrić, futebolista croata.
- 1986
  - José Aldo, ex-lutador brasileiro de artes marciais mistas.
  - Ri Myong-guk, ex-futebolista norte-coreano.
- 1987
  - Andrea Petkovic, ex-tenista alemã.
  - Afrojack, DJ e produtor musical neerlandês.
  - Joshua Herdman, ator britânico.
  - Alexandre Song, ex-futebolista camaronês.
  - Ahmed Elmohamady, futebolista egípcio.
- 1988 — Danilo D'Ambrosio, futebolista italiano.
- 1989
  - Breitner da Silva, ex-futebolista venezuelano.
  - Johnny Cecotto, Jr., automobilista venezuelano.
- 1990
  - Haley Reinhart, cantora norte-americana.
  - Ophélie-Cyrielle Étienne, ex-nadadora francesa.
- 1991
  - Oscar, futebolista brasileiro.
  - Jann Mardenborough, automobilista britânico.
  - Julia Boserup, ex-tenista norte-americana.
  - Danilo Pereira, futebolista português.
  - Kelsey Chow, atriz norte-americana.
- 1992
  - Damian McGinty Jr., ator e cantor irlandês.
  - Solène Rigot, atriz e musicista francesa.
- 1993
  - Pablo Insua, futebolista espanhol.
  - Sharon van Rouwendaal, nadadora neerlandesa.
- 1994
  - Sergio Cortelezzi, futebolista uruguaio.
  - Omer Shapira, ciclista israelense.
  - Noppakao Dechaphatthanakun, ator, cantor e modelo tailandês.
- 1996
  - Bersant Celina, futebolista kosovar.
  - Jaïro Riedewald, futebolista neerlandês.
  - Lennard Kämna, ciclista alemão.
  - Albert Rafetraniaina, futebolista malgaxe.
- 1998
  - Colin Dagba, futebolista francês.
  - Mikael Ymer, ex-tenista sueco.
  - Dorian Boccolacci, automobilista francês.
- 1999
  - Ronni Hawk, atriz norte-americana.
  - Bilal Hassani, cantor, compositor e YouTuber francês.
- 2000 — Moisés Ramírez, futebolista equatoriano.

### Século XXI
- 2002
  - Jhon Jhon, futebolista brasileiro.
  - Timothée Pembélé, futebolista francês.

## Mortes

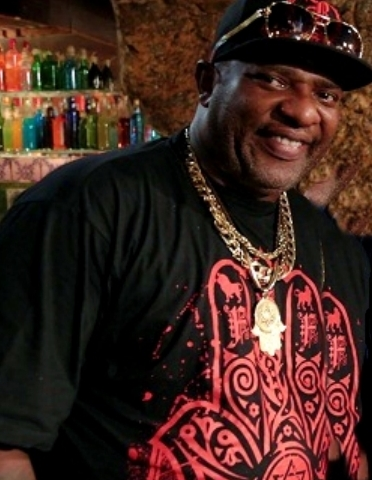
Mr. Catra

### Anterior ao século XIX
- 1000 — Olavo I da Noruega (n. década de 960).
- 1087 — Guilherme I de Inglaterra (n. 1027).
- 1191 — Conrado II da Boêmia (n. 1136).
- 1285 — Cunegundes da Eslavônia, rainha da Boêmia (n. 1245).
- 1398 — Jaime I de Chipre (n. 1334).
- 1438 — Duarte I de Portugal (n. 1391).
- 1488 — Francisco II, Duque da Bretanha (n. 1433).
- 1513 — Jaime IV da Escócia (n. 1473).
- 1569 — Pieter Bruegel, o Velho, pintor neerlandês (n. 1525).
- 1596 — Ana Jagelão da Polônia (n. 1523).
- 1611 — Leonor de Médici, nobre italiana (n. 1567).
- 1696 — Leonor Edmunda de Saxe-Eisenach, marquesa de Brandemburgo-Ansbach (n. 1662).
- 1770 — Bernhard Siegfried Albinus, anatomista neerlandês (n. 1697).

### Século XIX
- 1806 — William Paterson, juiz e político estadunidense (n. 1745).
- 1834 — James Weddell, navegador e explorador britânico (n. 1787).
- 1835 — Inês de Hohenlohe-Langenburg, princesa hereditária (n. 1804).
- 1841 — Augustin Pyrame de Candolle, botânico suíço (n. 1778).
- 1849 — Miguel Pavlovich da Rússia (n. 1798).
- 1860 — Maria Francisca de Abreu Pereira Cirne, nobre portuguesa (n. 1802).
- 1892 — Friedrich Traugott Kützing, botânico alemão (n. 1807).

### Século XX
- 1901 — Henri Toulouse-Lautrec, pintor francês (n. 1864).
- 1909 — Guimarães Passos, poeta brasileiro (n. 1867).
- 1917 — Madge Syers, patinadora artística britânica (n. 1881).
- 1923 — Hermes da Fonseca, militar e político brasileiro, 8.° presidente do Brasil (n. 1855).
- 1947 — Ananda Coomaraswamy, filósofo e historiador indiano (n. 1877).
- 1975 — Ethel Griffies, atriz inglesa (n. 1878).
- 1976 — Mao Tse-Tung, estadista chinês (n. 1893).
- 1980 — José de Anchieta Fontana, futebolista brasileiro (n. 1940).
- 1981 — Jacques Lacan, psicanalista francês (n. 1901).
- 1986 — Magda Tagliaferro, pianista brasileira (n. 1893).
- 1990 — Samuel Doe, político liberiano (n. 1951).
- 1997 — Burgess Meredith, ator estadunidense (n. 1907).
- 1998 — Lucio Battisti, cantor e músico italiano (n. 1943).
- 1999 — Ruth Roman, atriz norte-americana (n. 1922).

### Século XXI
- 2001 — Ahmad Shah Massoud, militar afegão (n. 1953).
- 2003 — Edward Teller, físico nuclear búlgaro (n. 1908).
- 2005 — Tarzan Taborda, lutador de luta livre português (n. 1935).
- 2006 — Ubiratan Guimarães, militar e político brasileiro (n. 1943).
- 2008
  - Jacob Lekgetho, futebolista sul-africano (n. 1974).
  - Arnaldo Montel, ator brasileiro (n. 1930).
- 2013 — Champignon, músico brasileiro (n. 1978).
- 2018
  - Mr. Catra, compositor, cantor e rapper brasileiro (n. 1968).
  - Daniel Küblböck, músico pop alemão (n. 1985).
- 2024 — James Earl Jones, ator e dublador estadunidense (n. 1931).

## Feriados e eventos cíclicos

### Brasil
- Dia do Cachorro-Quente
- Dia da Grávida
- Dia do Administrador
- Dia do Bug
- Dia do Médico Veterinário
- Feriado municipal em Macau (Rio Grande do Norte), festa da emancipação política da cidade, fundada em 9 de setembro de 1875

### Turquia
- Dia da Libertação (Kurtuluş Günü) — feriado em Esmirna, na Turquia, que comemora a reconquista da cidade aos gregos pelas forças nacionalistas turcas, um acontecimento que marca o fim da Guerra Greco-Turca de 1919-1922.

### Cristianismo
- Antoine Frédéric Ozanam
- Ciarán de Clonmacnoise
- Maria Toríbia
- Nossa Senhora de Pellevoisin
- Pedro Claver

## Outros calendários
- No calendário romano era o 5.º dia (V) antes dos idos de setembro.
- No calendário litúrgico tem a letra dominical G para o dia da semana.
- No calendário gregoriano a epacta do dia é xv.